# 小西明日翔
小西明日翔是日本漫畫家。

## 經歷
2015年以「二人は底辺」於《月刊Comic ZERO-SUM》2015年9月號出道。在pixiv上以鉄男的名義活動。
以《春的詛咒》獲得「這本漫畫真厲害！2017」女子篇第2位。《唯願來世不相識》獲得「漫畫新聞大賞2018」大賞、「下一部人氣漫畫大賞 2018」紙本漫畫類別第1位、「這本漫畫真厲害！2019」女子篇第8位。

## 外部連結
- 小西明日翔的X（前Twitter） （日語）